# Delingsdorf
Delingsdorf (in basso tedesco Deinsdörp) è un comune di 2.170 abitanti dello Schleswig-Holstein, in Germania.

La tilia de la pau del 1871

Appartiene al circondario (Kreis) di Stormarn (targa OD) ed è parte della comunità amministrativa (Amt) di Bargteheide-Land.